# Київський контрактовий ярмарок (срібна монета)
«Ки́ївський контра́ктовий я́рмарок» — срібна ювілейна монета номіналом 20 гривень, випущена Національним банком України. Присвячена 200-річчю від початку функціонування (з 1797 р.) у м. Києві контрактового ярмарку — важливої щорічної події комерційно-торговельного і суспільно-політичного життя в Україні кінця XVIII-початку XX ст.
Монету було введено в обіг 16 жовтня 1997 року. Вона належить до серії «Інші монети».

## Опис та характеристики монети
| Номінал грн. | Метал            | Маса, грам   | Діаметр, мм. | Якість виготовлення | Гурт     | Тираж, штук |
| ------------ | ---------------- | ------------ | ------------ | ------------------- | -------- | ----------- |
| 20           | срібло 925 проби | 31,1 / 33,62 | 38,6         | пруф                | рифлений | 5 000       |

### Аверс
На аверсі монети в центрі композиції, утвореної стилізованими зображеннями чотирьох хрестоподібнорозміщених сувоїв паперу на тлі горизонтальних ліній, розміщено малий Державний Герб України. На сувоях написи: вгорі «УКРАЇНА», внизу в два рядки позначення номіналу 20 ГРИВЕНЬ, ліворуч «1997» — рік карбування монети, праворуч розміщені позначення і проба дорогоцінного металу «Ag 925» та його вага у чистоті 31,1

### Реверс

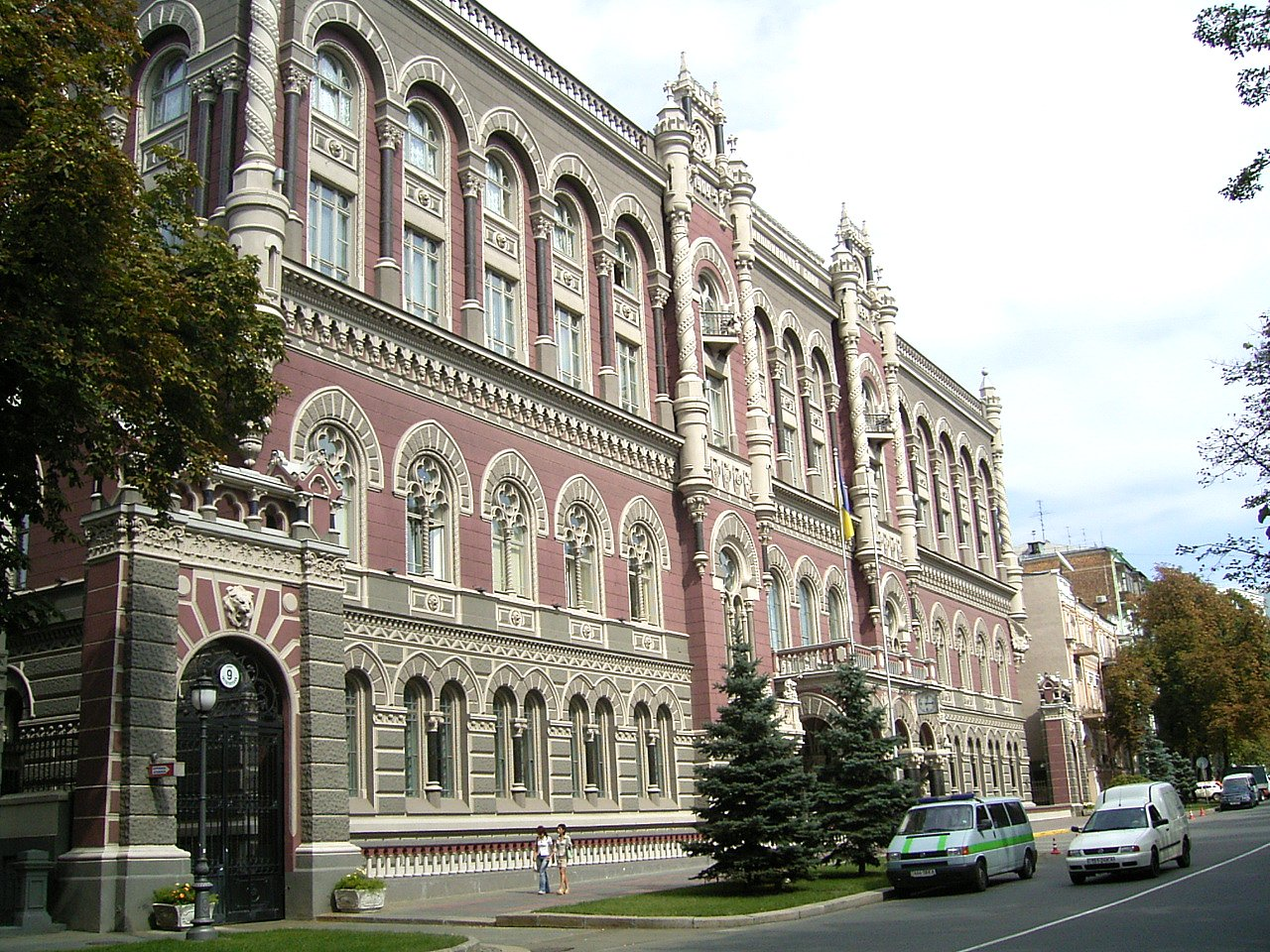
Будівля Національного банку України

На реверсі монети в центрі за мотивом малюнка М. Ражена «Фасад старокиївської фортеці» (1775—1786) розміщено зображення будівлі Київського магістрату, в якому відбувся перший контрактовий ярмарок. На передньому плані — подільська набережна з боку Дніпра і пришвартований двощогловий корабель. Вгорі ліворуч — зображення терезів. По колу написи: вгорі — «КИЇВСЬКИЙ КОНТРАКТОВИЙ ЯРМАРОК», внизу — «200 РОКІВ».

## Автори
- Художник — Бєляєв Сергій.
- Скульптор — Котович Роберт.

## Вартість монети
Ціна монети — 530 гривень, була вказана на сайті Національного банку України 2014 року.
Фактична приблизна вартість монети, з роками змінювалася так:
| Рік        | 2010  | 2011  | 2012  | 2013  | 2014  | 2015  | 2016  | 2017 | 2018  | 2019  | 2020  | 2021  | 2022  | 2023  | 2024  | 2025  |
| ---------- | ----- | ----- | ----- | ----- | ----- | ----- | ----- | ---- | ----- | ----- | ----- | ----- | ----- | ----- | ----- | ----- |
| Ціна, грн. | 1 700 | 1 700 | 1 700 | 1 700 | 1 100 | 1 100 | 1 100 | 900  | 1 300 | 1 700 | 1 850 | 2 000 | 2 000 | 2 250 | 3 100 | 3 600 |